# Estudios Ealing

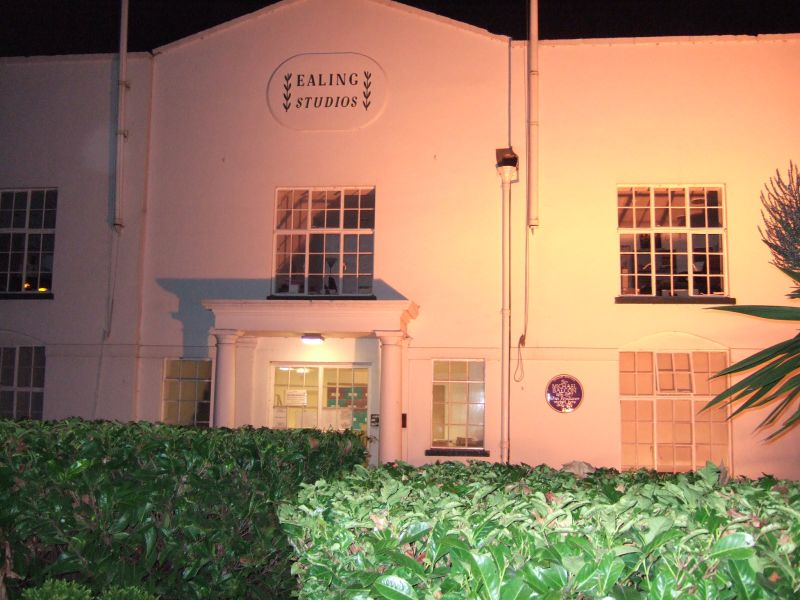
Fotografía del lugar

Los Estudios Ealing es una compañía de producción y proveedor de facilidades de películas y de televisión localizado en Ealing, West London, y asegura ser el estudio fílmico más antiguo del mundo.

## Historia
La organización comenzó con el nombre de Will Barker Studios desde 1896, pero fue adquirido por el productor teatral Basil Dean con el nombre de Associated Talking Pictures en 1929, y reabierto como Ealing Studios en 1931. En 1933 la compañía fue renombrada como Associated Talking Pictures. Cuando Dean renunció en 1938 y era reemplazado por Michael Balcon de la MGM, el estudio había realizado 60 películas. Balcon renombró la compañía como Ealing Studios. 
En la década de 1930 y 1940 el estudio produjo comedias con estrellas como George Fomby y Will Hay. También en esta época se inició en la realización de documentales y filmes de guerra como Went the Day Well? (1942), The Foreman Went to France (1942) y San Demetrio, London (1943). 
En la posguerra, el estudio realizó comedias satíricas que conformarían el sello de la empresa. El primero fue Hue and Cry (1947) y el último Barnacle Bill (1956). Algunos filmes clásicos hechos por este estudio en esta época fueron Whisky Galore!  (1949), Passport to Pimlico (1949), Ocho sentencias de muerte (Kind Hearts and Coronets, 1949), The Lavender Hill Mob (1951), The Man in the White Suit (1951), The Titfield Thunderbolt (1953) y The Ladykillers (1955).
La BBC compró los estudios en 1955 y se crearon series de televisión como Colditz, The Singing Detective y Fortunes of War. En 1995 los estudios fueron adquiridos por la National Film and Television School (NTFS) y nuevamente adquiridos a mediados del 2000 por Uri Fruchtmann, Barnaby Thompson, Harry Handelsman y John Kao, con el objetivo de resurgir el esplendor de los estudios. La primera de estas películas fue La importancia de llamarse Ernesto (The Importance of Being Earnest, 2002), a la que siguieron Valiant (2005), Imagine Me & You (2005) y Vaya par de productoreX (I Want Candy, 2007), entre otras.
- Datos: Q72081
- Multimedia: Ealing Studios / Q72081